# 800 mètres masculin aux Jeux olympiques d'été de 2020 (athlétisme)
Pour des articles plus généraux, voir Athlétisme aux Jeux olympiques d'été de 2020 et 800 mètres aux Jeux olympiques.
Navigation
Rio 2016 Paris 2024
L'épreuve du 800 mètres masculin aux Jeux olympiques de 2020 se déroule les 31 juillet, 1er et 4 août 2021 au Stade olympique national de Tokyo, au Japon.

## Records
Avant cette compétition, les records dans cette discipline étaient les suivants : 
| Record du monde  | David Rudisha (KEN) | 1 min 40 s 91 | Londres | 9 août 2012 |
| Record olympique | David Rudisha (KEN) | 1 min 40 s 91 | Londres | 9 août 2012 |

## Résultats

### Finale
| Rang               | Couloir | Athlète         | Pays               | Temps         | Notes |
| ------------------ | ------- | --------------- | ------------------ | ------------- | ----- |
| Médaille d'or      | 4       | Emmanuel Korir  | Kenya              | 1 min 45 s 06 |       |
| Médaille d'argent  | 6       | Ferguson Rotich | Kenya              | 1 min 45 s 23 |       |
| Médaille de bronze | 3       | Patryk Dobek    | Pologne            | 1 min 45 s 39 |       |
| 4                  | 8       | Peter Bol       | Australie          | 1 min 45 s 92 |       |
| 5                  | 7       | Adrián Ben      | Espagne            | 1 min 45 s 96 |       |
| 6                  | 2       | Amel Tuka       | Bosnie-Herzégovine | 1 min 45 s 98 |       |
| 7                  | 1       | Gabriel Tual    | France             | 1 min 46 s 03 |       |
| 8                  | 9       | Nijel Amos      | Botswana           | 1 min 46 s 41 |       |
| 9                  | 5       | Clayton Murphy  | États-Unis         | 1 min 46 s 53 |       |

### Demi-finales
Les 2 premiers de chaque série (Q) et les 2 meilleurs temps (q) se qualifient pour la finale.

#### Série 1
| Rang | Couloir | Athlète             | Pays       | Temps   | Notes |
| ---- | ------- | ------------------- | ---------- | ------- | ----- |
| 1    | 3       | Patryk Dobek        | Pologne    | 1:44.60 | Q     |
| 2    | 6       | Emmanuel Korir      | Kenya      | 1:44.74 | Q     |
| 3    | 5       | Jesús Tonatiú López | Mexique    | 1:44.77 |       |
| 4    | 9       | Eliott Crestan      | Belgique   | 1:44.84 | PB    |
| 5    | 4       | Bryce Hoppel        | États-Unis | 1:44.91 |       |
| 6    | 2       | Abdessalem Ayouni   | Tunisie    | 1:44.99 | NR    |
| 7    | 7       | Charlie Hunter      | Australie  | 1:46.73 |       |
| 8    | 8       | Abdelati El Guesse  | Maroc      | 1:46.85 |       |

#### Série 2
| Rang | Couloir | Athlète           | Pays            | Temps   | Notes |
| ---- | ------- | ----------------- | --------------- | ------- | ----- |
| 1    | 6       | Peter Bol         | Australie       | 1:44.11 | Q, AR |
| 2    | 5       | Clayton Murphy    | États-Unis      | 1:44.18 | Q     |
| 3    | 7       | Gabriel Tual      | France          | 1:44.28 | q, PB |
| 4    | 4       | Adrián Ben        | Espagne         | 1:44.30 | q     |
| 5    | 8       | Daniel Rowden     | Grande-Bretagne | 1:44.35 | SB    |
| 6    | 9       | Michael Saruni    | Kenya           | 1:44.55 | SB    |
| 7    | 3       | Marco Arop        | Canada          | 1:44.90 |       |
| 8    | 2       | Mateusz Borkowski | Pologne         | 1:46.54 |       |

#### Série 3
| Rang | Couloir | Athlète               | Pays               | Temps   | Notes |
| ---- | ------- | --------------------- | ------------------ | ------- | ----- |
| 1    | 6       | Ferguson Rotich       | Kenya              | 1:44.04 | Q     |
| 2    | 8       | Amel Tuka             | Bosnie-Herzégovine | 1:44.53 | Q, SB |
| 3    | 4       | Elliot Giles          | Grande-Bretagne    | 1:44.74 |       |
| 4    | 7       | Oussama Nabil         | Maroc              | 1:46.42 |       |
| 5    | 2       | Jeff Riseley          | Australie          | 1:47.17 |       |
| 6    | 9       | Pierre-Ambroise Bosse | France             | 1:48.62 |       |
| 7    | 5       | Isaiah Jewett         | États-Unis         | 2:38.12 |       |
| 8    | 3       | Nijel Amos            | Botswana           | 2:38.49 | q     |

### Séries
Les 3 premiers de chaque série (Q) et les 6 meilleurs temps (q) se qualifient pour les demi-finales.

#### Série 1
| Rang | Couloir | Athlète                   | Pays            | Temps   | Notes |
| ---- | ------- | ------------------------- | --------------- | ------- | ----- |
| 1    | 4       | Ferguson Cheruiyot Rotich | Kenya           | 1:43.75 | Q     |
| 2    | 7       | Peter Bol                 | Australie       | 1:44.13 | Q, AR |
| 3    | 1       | Elliot Giles              | Grande-Bretagne | 1:44.49 | Q     |
| 4    | 2       | Abdelati El Guesse        | Maroc           | 1:44.84 | q, PB |
| 5    | 5       | Isaiah Jewett             | États-Unis      | 1:45.07 | q     |
| 6    | 8       | Tony van Diepen           | Pays-Bas        | 1:46.03 |       |
| 7    | 3       | Pol Moya                  | Andorre         | 1:47.44 |       |
| 8    | 6       | Musa Hajdari              | Kosovo          | 1:48.96 |       |

#### Série 2
| Rang | Couloir | Athlète                  | Pays                      | Temps   | Notes |
| ---- | ------- | ------------------------ | ------------------------- | ------- | ----- |
| 1    | 4       | Marco Arop               | Canada                    | 1:45.26 | Q     |
| 2    | 3       | Amel Tuka                | Bosnie-Herzégovine        | 1:45.48 | Q     |
| 3    | 2       | Gabriel Tual             | France                    | 1:45.63 | Q     |
| 4    | 1       | Pablo Sánchez-Valladares | Espagne                   | 1:46.06 |       |
| 5    | 7       | Andreas Kramer           | Suède                     | 1:46.44 |       |
| 6    | 6       | Oliver Dustin            | Grande-Bretagne           | 1:46.94 |       |
| 7    | 8       | Alex Beddoes             | Îles Cook                 | 1:47.26 | NR    |
| 8    | 5       | Franck Mbotto            | République centrafricaine | 1:48.26 | NR    |

#### Série 3
| Rang | Couloir | Athlète                | Pays                          | Temps   | Notes |
| ---- | ------- | ---------------------- | ----------------------------- | ------- | ----- |
| 1    | 1       | Clayton Murphy         | États-Unis                    | 1:45.53 | Q     |
| 2    | 6       | Daniel Rowden          | Grande-Bretagne               | 1:45.73 | Q     |
| 3    | 2       | Abdessalem Ayouni      | Tunisie                       | 1:45.73 | Q, SB |
| 4    | 8       | Charlie Hunter         | Australie                     | 1:45.91 | q     |
| 5    | 4       | Saúl Ordóñez           | Espagne                       | 1:45.98 |       |
| 6    | 7       | Brandon McBride        | Canada                        | 1:46.32 |       |
| 7    | 3       | Melese Nberet          | Éthiopie                      | 1:47.80 |       |
| 8    | 5       | James Nyang Chiengjiek | Équipe olympique des réfugiés | 2:02.04 |       |

#### Série 4
| Rang | Couloir | Athlète               | Pays       | Temps   | Notes |
| ---- | ------- | --------------------- | ---------- | ------- | ----- |
| 1    | 8       | Nijel Amos            | Botswana   | 1:45.04 | Q     |
| 2    | 6       | Michael Saruni        | Kenya      | 1:45.21 | Q     |
| 3    | 7       | Adrián Ben            | Espagne    | 1:45.30 | Q     |
| 4    | 5       | Jeffery Riseley       | Australie  | 1:45.41 | q     |
| 5    | 2       | Oussama Nabil         | Maroc      | 1:45.64 | q     |
| 6    | 1       | Pierre-Ambroise Bosse | France     | 1:45.97 | q     |
| 7    | 3       | Ryan Sánchez          | Porto Rico | 1:47.07 |       |
| 8    | 4       | Thiago André          | Brésil     | 1:47.25 |       |

#### Série 5
| Rang | Couloir | Athlète             | Pays       | Temps   | Notes |
| ---- | ------- | ------------------- | ---------- | ------- | ----- |
| 1    | 1       | Jesús Tonatiú López | Mexique    | 1:46.14 | Q     |
| 2    | 5       | Eliott Crestan      | Belgique   | 1:46.19 | Q     |
| 3    | 7       | Patryk Dobek        | Pologne    | 1:46.59 | Q     |
| 4    | 3       | Mark English        | Irlande    | 1:46.75 |       |
| 5    | 4       | Benjamin Robert     | France     | 1:47.12 |       |
| 6    | 6       | Eric Nzikwinkunda   | Burundi    | 1:47.97 |       |
| 7    | 2       | Andrés Arroyo       | Porto Rico | 1:53.09 |       |
| 8    | 8       | Dennick Luke        | Dominique  | 1:54.30 |       |

#### Série 6
| Rang | Couloir | Athlète                 | Pays       | Temps   | Notes |
| ---- | ------- | ----------------------- | ---------- | ------- | ----- |
| 1    | 6       | Emmanuel Kipkurui Korir | Kenya      | 1:45.33 | Q     |
| 2    | 3       | Mateusz Borkowski       | Pologne    | 1:45.34 | Q     |
| 3    | 5       | Bryce Hoppel            | États-Unis | 1:45.64 | Q     |
| 4    | 1       | Mostafa Smaili          | Maroc      | 1:46.05 |       |
| 5    | 8       | Yassine Hathat          | Algérie    | 1:46.20 |       |
| 6    | 7       | Abubaker Haydar Abdalla | Qatar      | 1:47.45 |       |
| 7    | 4       | Wesley Vázquez          | Porto Rico | 1:49.06 | SB    |
| —    | 2       | Ayanleh Souleiman       | Djibouti   | —       | DNS   |

## Légende
Records et Performances
- AR : Record continental (area record)
- CR : Record des championnats (championship record)
- MR : Record du meeting (meet record)
- NR : Record national (national record)
- OR : Record olympique (olympic record)
- PR : Record paralympique (paralympic record)
- PB : Record personnel (personal best)
- SB : Meilleure performance personnelle de la saison (season's best)
- WL : Meilleure performance mondiale de l'année (world leader)
- WJR : Record du monde junior (world junior record)
- WR : Record du monde (world record)

Circonstances et Conditions
- DNF : N'a pas terminé (did not finish)
- DNS : N'a pas pris le départ (did not start)
- DQ : Disqualification (disqualification)
- NM : Aucun essai valable enregistré (No Mark)
- Q : Qualifié « directement » au prochain tour (ou à la prochaine compétition), lors d'une compétition majeure, grâce au classement ou à la réalisation des minima (automatic qualifier)
- q : Qualifié au prochain tour (ou à la prochaine compétition), lors d'une compétition majeure, grâce au repêchage ou à la réalisation de l'une des meilleures performances parmi celles des « non qualifiés directement » (grâce au meilleur temps ou à la meilleure distance par exemple) (secondary qualifier)